# Filmographie d'Elvis Presley
Pour un article plus général, voir Elvis Presley.

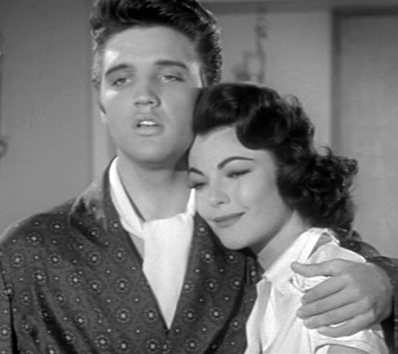
Elvis Presley et Judy Tyler en 1957 dans Le Rock du bagne (Jailhouse Rock).

Cet article recense la filmographie d'Elvis Presley. Pour les films qui lui sont consacrés, voir Liste de films mettant en scène Elvis Presley.

## Filmographie

### Elvis acteur
1. 1956 : Le Cavalier du crépuscule (Love Me Tender) de Robert D. Webb, dans le rôle de Clint Reno.
2. 1957 : Amour frénétique (Loving You) de Hal Kanter, dans le rôle de Jimmy Tompkins (Deke Rivers)
3. 1957 : Le Rock du bagne (Jailhouse Rock) de Richard Thorpe, dans le rôle de Vince Everett.
4. 1958 : Bagarres au King Créole (King Creole) de Michael Curtiz, dans le rôle de Danny Fisher.
5. 1960 : Café Europa en uniforme (G.I. Blues) de Norman Taurog, dans le rôle de Tulsa McLean.
6. 1960 : Les Rôdeurs de la plaine (Flaming Star) de Don Siegel, dans le rôle de Pacer Burton.
7. 1961 : Amour sauvage (Wild in the Country) de Philip Dunne, dans le rôle de Glenn Tyler.
8. 1961 : Sous le ciel bleu de Hawaï (Blue Hawaii) de Norman Taurog, dans le rôle de Chad Gates.
9. 1962 : Le Shérif de ces dames (Follow That Dream), de Gordon Douglas, dans le rôle de Toby Kwimper.
10. 1962 : Un direct au cœur (Kid Galahad), de Phil Karlson, dans le rôle de Walter Gulick aka Kid Galahad.
11. 1962 : Des filles... encore des filles (Girls! Girls! Girls!) de Norman Taurog, dans le rôle de Ross Carpenter.
12. 1963 : Blondes, Brunes et Rousses (It Happened at the World's Fair) de Norman Taurog, dans le rôle de Mike Edwards.
13. 1963 : L'Idole d'Acapulco (Fun in Acapulco) de Richard Thorpe, dans le rôle de Mike Windgren.
14. 1964 : Salut, les cousins (Kissin' Cousins) de Gene Nelson, dans le rôle de Josh Morgan/Jodie Tatum.
15. 1964 : L'Amour en quatrième vitesse (Viva Las Vegas) de George Sidney, dans le rôle de Lucky Jackson.
16. 1964 : L'Homme à tout faire (Roustabout) de John Rich, dans le rôle de Charlie Rogers.
17. 1965 : La Stripteaseuse effarouchée (Girl Happy) de Boris Sagal, dans le rôle de Rusty Wells.
18. 1965 : Chatouille-moi (Tickle Me) de Norman Taurog, dans le rôle de Lonnie Beale/Panhandle Kid.
19. 1965 : C'est la fête au harem (Harum Scarum) de Gene Nelson, dans le rôle de Johnny Tyronne.
20. 1966 : Une rousse qui porte bonheur (Frankie and Johnny) de Frederick De Cordova, dans le rôle de Johnny.
21. 1966 : Paradis hawaïen (Paradise, Hawaiian Style) de Michael D. Moore, dans le rôle de Rick Richards.
22. 1966 : Le Tombeur de ces demoiselles (Spinout) de Norman Taurog, dans le rôle de Mike McCoy.
23. 1967 : Trois gars, deux filles... un trésor (Easy Come, Easy Go) de John Rich, dans le rôle de Lt. Ted Jackson.
24. 1967 : Croisière surprise (Double Trouble) de Norman Taurog, dans le rôle de Guy Lambert.
25. 1967 : Clambake de Arthur H. Nadel, dans le rôle de Scott Heyward/Tom Wilson.
26. 1968 : Micmac au Montana (Stay Away, Joe) de Peter Tewksbury, dans le rôle de Joe Lightcloud.
27. 1968 : À plein tube (Speedway) de Norman Taurog, dans le rôle de Steve Grayson.
28. 1968 : Le Grand Frisson (Live a Little, Love a Little) de Norman Taurog, dans le rôle de Greg Nolan.
29. 1969 : Charro (Charro !) de Charles Marquis Warren, dans le rôle de Jess Wade.
30. 1969 : Filles et show business (The Trouble with Girls) de Peter Tewksbury, dans le rôle de Walter Hale.
31. 1969 : L'habit ne fait pas la femme (Change of habit) de William A. Graham, dans le rôle du Dr John Carpenter.

Note : Elvis Presley « apparaît » en 1993 dans le La Classe américaine (Le Grand Détournement) de Michel Hazanavicius et Dominique Mézerette (détournement), dans le rôle du « putain d'énergumène », (images d'archives).

### Voix françaises
| - Michel Roux (*1929 - 2007) dans : - Bagarres au King Créole - Café Europa en uniforme - Les Rôdeurs de la plaine - Sous le ciel bleu de Hawaï - Des filles... encore des filles - L'Idole d'Acapulco - L'Homme à tout faire - La Stripteaseuse effarouchée - C'est la fête au harem - Paradis hawaïen | - Hubert Noël (*1924 - 1987) dans : - Le Rock du bagne - Blondes, Brunes et Rousses - Salut, les cousins - L'Amour en quatrième vitesse - Chatouille-moi - Le Tombeur de ces demoiselles - Trois gars, deux filles... un trésor - À plein tube - Jacques Thébault (*1924 - 2015) dans : - Le Shérif de ces dames - Un direct au cœur - Une rousse qui porte bonheur et aussi - Jacques Deschamps (*1931 - 2001) dans Amour sauvage - Bernard Murat dans Le Grand Frisson - Claude Giraud (*1936 - 2020) dans Charro - Bernard Tiphaine (*1938 - 2021) dans Filles et show business |